# Sweetener (album)
Sweetener este cel de-al patrulea album de studio al cântăreței americane Ariana Grande, lansat la 17 august 2018 sub egida casei de discuri Republic Records. Înregistrarea și compunerea materialului a început în luna iulie a anului 2016, cu câteva luni după lansarea albumului Dangerous Woman. Dorindu-și să experimenteze un nou teritoriu muzical, Grande a colaborat alături de producătorul și compozitorul Pharrell Williams. Înregistrările au fost întrerupte în urma unui atentat pe arena Manchester, în timpul unui concert din cadrul turneului Dangerous Woman; artista a fost nevoită să ia o pauză, timp în care aceasta a suferit atacuri de panică și anxietate. Evenimentele au inspirat o serie de cântece noi, majoritatea dezvoltate împreună cu echipa compusă din producătorul suedez Max Martin, Ilya, și compozitorul Savan Kotecha.
Grande a avut o implicare proeminentă în dezvoltarea albumului, fiind producător executiv împreună cu impresarul ei, Scooter Braun, și compunând zece din cele cincisprezece cântece. Înregistrat au avut loc între iulie 2016 și mai 2018 la numeroase studiouri din Statele Unite și Suedia. Sweetener se încadrează din punct de vedere muzical în genurile pop, R&B și trap, și explorează o gamă largă de stiluri muzicale, fiind incluse elemente hip hop, soul și EDM în compoziții. Pe lângă Williams, discul conține colaborări cu Nicki Minaj și Missy Elliott. Versurile pieselor abordează teme precum dragostea, sexualitatea, libertatea, grija de sine și vindecarea după momente dificile din viață.
Albumul a primit laude pe scară largă din partea criticilor de specialitate, majoritatea apreciind coerența producției, versurile, și evoluția muzicală a lui Grande, câțiva dintre ei considerându-l cel mai bun material din cariera ei. Din punct de vedere comercial, Sweetener s-a dovedit a fi un succes, debutând în fruntea clasamentului Billboard 200 din Statele Unite și înregistrând vânzări de 231.000 de unități echivalente în prima săptămână, 127.000 dintre ele fiind vânzări fizice. A devenit al treilea album al solistei care să ocupe locul întâi, și a fost premiat cu discul de platină de către Recording Industry Association of America (RIAA), marcând depășirea pragului de un milion de unități vândute. Pe plan internațional, discul a ocupat prima poziție a topurilor din peste cincisprezece țări, printre care și Australia, Belgia, Canada sau Regatul Unit. La cea de-a 61-a ediție a premiilor Grammy, Sweetener a câștigat un premiu la categoria „Cel mai bun album pop vocal”, devenind astfel primul său premiu Grammy.
Trei cântece de pe album au contribuit la promovarea acestuia, fiind lansate drept discuri single. „No Tears Left to Cry”, primul extras pe single de pe Sweetener, s-a clasat pe locul trei în topul Billboard Hot 100 din Statele Unite și a devenit un șlagăr de top zece în alte douăzeci de țări din întreaga lume. Următoarele single-uri, „God Is a Woman” și „Breathin”, au ajuns pe locurile opt și, respectiv, doisprezece în Billboard Hot 100. Single-ul promoțional „The Light Is Coming” a avut parte de succes moderat, activând în clasamentele din zece țări. Campania de promovare a albumului a inclus interpretări și apariții la diverse evenimente și emisiuni de televiziune, precum ediția din 2018 a premiilor Billboard Music Awards sau  Wango Tango. Cântăreața a organizat o serie de patru de concerte, intitulată The Sweetener Sessions, care au avut loc în Statele Unite și Regatul Unit. Grande a pornit, de asemenea, în turneul mondial Sweetener World Tour la 18 martie 2019, vizând promovarea albumelor Sweetener și Thank U, Next (2019).

## Informații generale
La 20 mai 2016, Grande și-a lansat cel de-al treilea ei album de studio, Dangerous Woman. Materialul a fost bine primit de către critici și a fost un succes comercial, clasându-se pe prima poziție a topurilor din peste zece țări. La cea de-a 59-a ediție a premiilor Grammy, albumul a primit o nominalizare la categoria „Cel mai bun album pop vocal”, în timp ce cântecul „Dangerous Woman” a fost nominalizat la categoria „Cea mai bună interpretare pop solo”. Patru discuri single au fost lansate de pe material, trei dintre ele poziționându-se în top douăzeci în clasamentul Billboard Hot 100 din Statele Unite.
În luna noiembrie a anului 2016, Grande a dezvăluit prin intermediul unei postări pe Snapchat că a început să lucreze la dezvoltarea celui de-al patrulea ei album de studio, comentând: „Nu am intenționat să fac un album, și nu știu dacă este măcar finalizat, însă pur și simplu am câteva piese care îmi plac foarte foarte mult. Am muncit din greu, am creat, și m-am simțit inspirată.” În decembrie 2017, artista a confirmat faptul că lucrează în continuare la disc. Pharrell Williams și-a confirmat implicarea în album în timpul unui interviu acordat ziarului Los Angeles Times, descriindu-l drept „extraordinar” și adăugând că „lucrurile pe care le are de spus pe acest album sunt la un nivel superior.” Scooter Braun, impresarul cântăreței, a declarat pentru revista Variety că materialul are un sunet mult mai matur: „E timpul pentru [Ariana] să cânte melodii care o definesc ... Whitney, Mariah, Adele – atunci când cântă, sunt melodii menite pentru ele. Ariana are momente vocale uriașe; este timpul pentru melodia ei.” Producătorii Max Martin și Savan Kotecha și-au confirmat, de asemenea, contribuțiile pe album. La 28 decembrie 2017, Grande a încărcat diferite fotografii realizate la studiouri de înregistrări pe parcursul anului. În următoarea săptămână, artista a împărtășit un fragment de pe album prin intermediul unei postări pe Instagram, care a fost ulterior identificat ca făcând parte din piesa „Get Well Soon”.
Ședințele de înregistrare și compunere au început în luna iulie a anului 2016, moment în care Grande l-a cunoscut pe Williams. Neavând un termen limită pentru finalizarea albumului, solista și-a dorit să experimenteze un nou teritoriu muzical, sugerând că o va duce „undeva cu totul nou” și va „face mai întâi cel mai ciudat lucru.” Artista a beneficiat, de asemenea, de o mai mare libertate creativă și muzicală în dezvoltarea materialului, contribuind în calitate de producător executiv alături de Braun și coordonând sesiunile astfel încât piesele să transmită sentimente și să sune autentice. În timpul unui interviu pentru revista Time, Grande a comentat: „[Înainte] eram atât de entuziasmată să cânt. Asistam la compunerea cântecelor, însă nu am fost niciodată atât de implicată [ca acum].”

## Înregistrare și producție

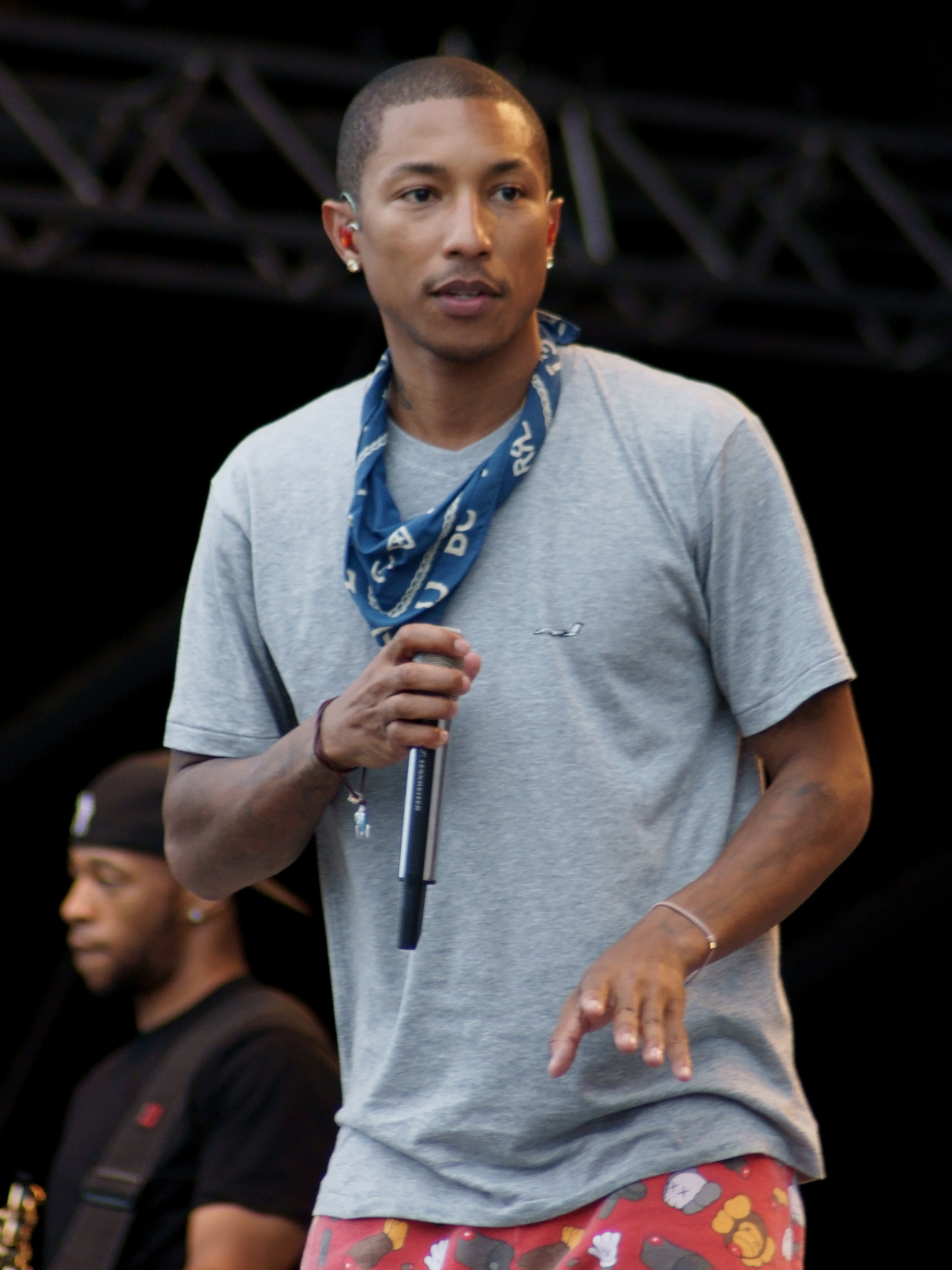
Ședințele de înregistrare pentru Sweetener au început cu Pharrell Williams, acesta devenind în cele din urmă producătorul principal al albumului.

Primul cântec scris și înregistrat pentru album a fost „Sweetener”, piesă care a dat denumirea întregului proiect și totodată l-a definit atât din punct de vedere muzical, cât și în ceea ce privește tematica. Williams a fost producătorul principal al albumului, contribuind în realizarea a șase cântece și fiind artist secundar în melodia „Blazed”. Grande a amintit de un moment în care cei doi au stat împreună, iar el a arătat cu degetul spre inima ei și i-a spus că a venit momentul să le arate fanilor ce se întâmplă cu adevărat acolo. De asemenea, Williams și-a descris contribuția drept „parțial ascultător, parțial terapeut, parțial stenograf.” Cântecul „The Light Is Coming” a fost construit special spre a fi cântat în duet; nemulțumită după ce a testat melodia cu opt rapperi diferiți, Grande a contactat-o pe Nicki Minaj printr-un mesaj, iar aceasta a răspuns pozitiv invitației de a asculta piesa și a compune versuri. „Asta face Nicki Minaj, înalță un cântec. Dacă vei avea un rapper în melodie, acesta trebuie să fie acolo pentru un motiv foarte bine întemeiat, iar ea se descurcă întotdeauna”, a declarat Grande. Piesa „R.E.M” a fost compusă și produsă de Williams pentru Beyoncé sub denumirea inițială de „Wake Up”, însă aceasta a renunțat la ea. Ulterior, cântecul a fost reînregistrat de Grande într-o variantă cu versuri noi și aranjamente vocale. Piesa „Borderline” este realizată în colaborare cu Missy Elliott, o artistă cu care Grande și-a dorit să colaboreze încă de la o vârstă fragedă, declarându-se impresionată de videoclipurile sale muzicale.
La 22 mai 2017, în timpul unui concert din cadrul turneului Dangerous Woman organizat la arena Manchester, un atentat sinucigaș a avut loc; tragedia a întrerupt temporar seria de concerte, iar ședințele de înregistrare au fost evitate, solista dorindu-și să petreacă timp cu familia din cauza impactului emoțional cauzat. Suferind crize de anxietate, artista a fost zdruncinată psihic de eveniment și a întâmpinat „o amorțeală foarte intensă, ca și cum nu aș mai fi putut să respir.” Cântăreața a împărtășit experiența împreună cu Williams, și împreună au compus melodia „Get Well Soon”, ajutând-o să treacă peste trauma atacului și descriind-o drept „una dintre cele mai importante piese pe care le-am compus vreodată”. Producătorul a dezvăluit că abia după atentat „diferiți oameni de la casa de discuri au început să înțeleagă cu adevărat ceea ce încercam noi să facem”, în timp ce Grande a susținut: „Am tins să pătrund mai mult în sentimentele mele pentru că am trecut prin mai multe experiențe. Am început să vorbesc mai mult despre ele. Mergeam mai mult la terapie.”

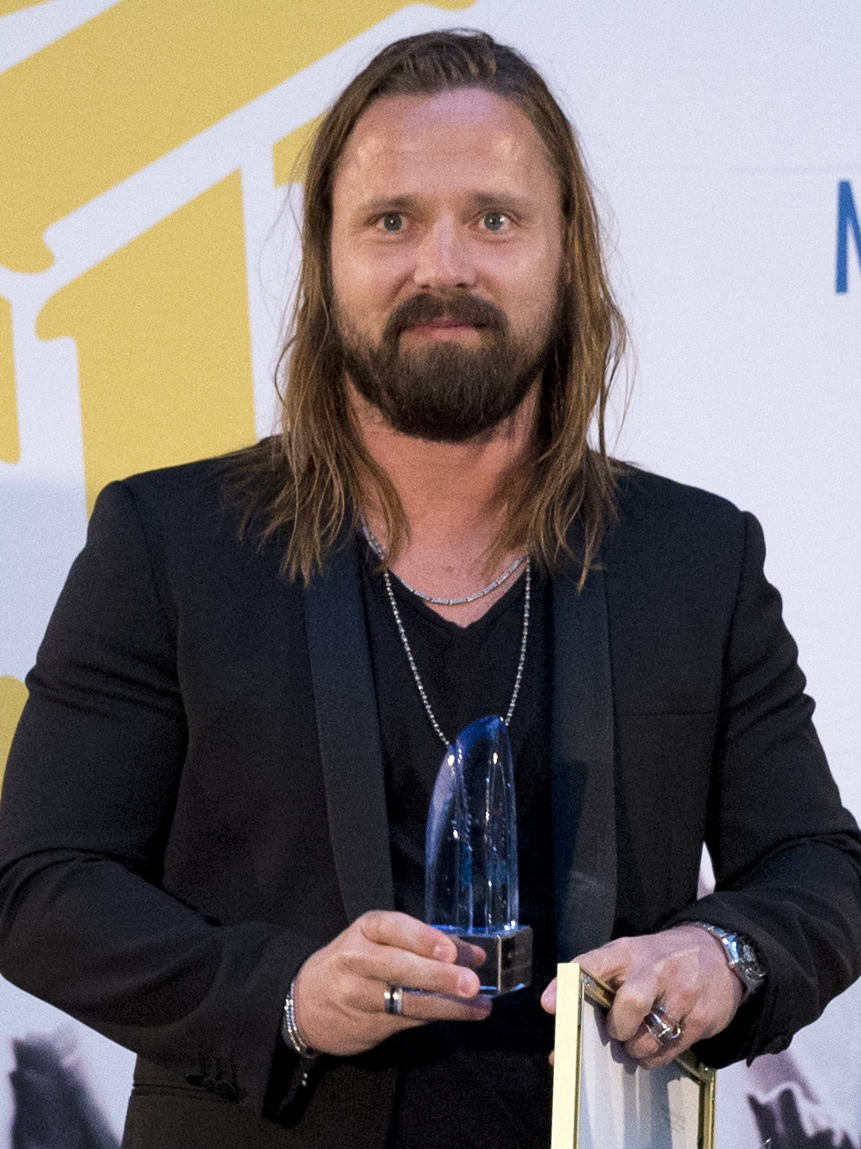
Majoritatea cântecelor realizate după atentatul de la Manchester au fost realizate alături de echipa lui Max Martin, dintre care cinci producători au fost incluși pe album.

Pe lângă melodiile realizate împreună cu Williams, Grande a contactat colaboratori mai vechi pentru a participa în crearea albumului Sweetener: producătorii suedezi Max Martin și Ilya Salmanzadeh și compozitorul Savan Kotecha, care au contribuit la patru piese. „No Tears Left to Cry”, primul cântec realizat de echipă, a fost inspirat de trauma cauzată de atac. Solista a dezvăluit că piesa începe ca o baladă și se transformă ulterior în ceva diferit, dorind să fie mai întunecat și neașteptat și sugerând că versurile și refrenele ar trebui să aibă tonuri diferite. Asemănător lui „Get Well Soon”, inspirația principală din spatele piesei „Breathin” au fost atacurile de panică și anxietate ale lui Grande, manifestări cu care artista s-a confruntat în trecut și care au reapărut după evenimentul de la Manchester. „God Is a Woman” a fost inițial conceput de către Kotecha, lucrând la diverse concepte pentru refren, în timp ce titlul și linia melodică au fost dezvoltate de Ilya. Cei doi au considerat că ar fi un cântec potrivit pentru o colaborare între un rapper și un solist, iar Camila Cabello a înregistrat o variantă demonstrativă. Ulterior, Ilya a venit cu ideea de a-i oferi varianta demonstrativă lui Grande, intenționând să fie artist secundar în melodie. Cu toate acestea, artista și-a manifestat interesul față sunet și temă, compunând versuri noi dintr-o perspectivă feminină.
„Sunt părți din viața mea pe care [fanii] ar vrea să le știe, și momente grele prin care am trecut în ultimul an și jumătate și pe care ei merită să le știe, deoarece mă iubesc și mă sprijină fără încetare. Nu vreau să îmi ascund suferința de ei, pentru că și eu pot să le înțeleg durerea. De ce să nu trecem prin asta împreună?” 
În mod original, lista de piese a albumului a conținut zece cântece, însă Grande a decis în cele din urmă să adauge cinci melodii care urmau a fi eliminate, trei dintre ele fiind realizate de Williams, una de Martin, și una de Tommy Brown. Ea a considerat că piesele sunt „foarte sincere din punct de vedere sentimental” și vor îngrijora fanii, însă a preferat să le adauge înapoi după ce câteva temeri descrise în cântece s-au dovedit a fi adevărate. Discutând despre melodia „Better Off”, Grande a explicat: „Nu aș fi pus-o pe album pentru că nu credeam că voi ajunge în acest punct al vieții mele. Era atât de sincer în legătură cu ce îmi era teamă să se întâmple, iar apoi viața s-a schimbat, lucrurile s-au schimbat, și m-am gândit, «Știi ce? Această melodie este frumoasă, este ceva sincer».” Ultima piesă înregistrată pentru album a fost interludiul „Pete Davidson”, inițial intitulat doar „Pete”. Grande și-a explicat decizia de a modifica titlul într-un răspuns către un fan de pe Twitter: „Muzica este veșnică. Dăinuiește mai mult decât orice tatuaj, orice amintire, absolut orice, chiar și mai mult decât mine”.
Înregistrarea albumului Sweetener s-a încheiat în luna mai a anului 2018 și a avut loc în numeroase locații: studioul Glenwood Place din Burbank, California, studiourile Jungle City și Germano din New York City, studiourile Chalice, Conway și East West din Hollywood, California, studiourile MXM și The Lunchtable din Los Angeles, California, studiourile Midnight Blue și South Beach din Miami, Florida, și studioul District 4-12 din Northridge, California, toate în Statele Unite. Alte înregistrări au avut loc la studiourile MXM și Wolf Cousins din Stockholm, Suedia. Mixajul a fost realizat de Ilya, Phil Tan, Manny Marroquin și Șerban Ghenea la centrul Callanwolde Fine Arts din Atlanta, Georgia, și la studiourile MixStar din Virginia Beach, Virginia, în timp ce masterizarea albumului a avut loc la studiourile Sterling din New York, sub coordonarea lui Randy Merrill.

## Compunerea și înregistrarea

### Influențe și teme

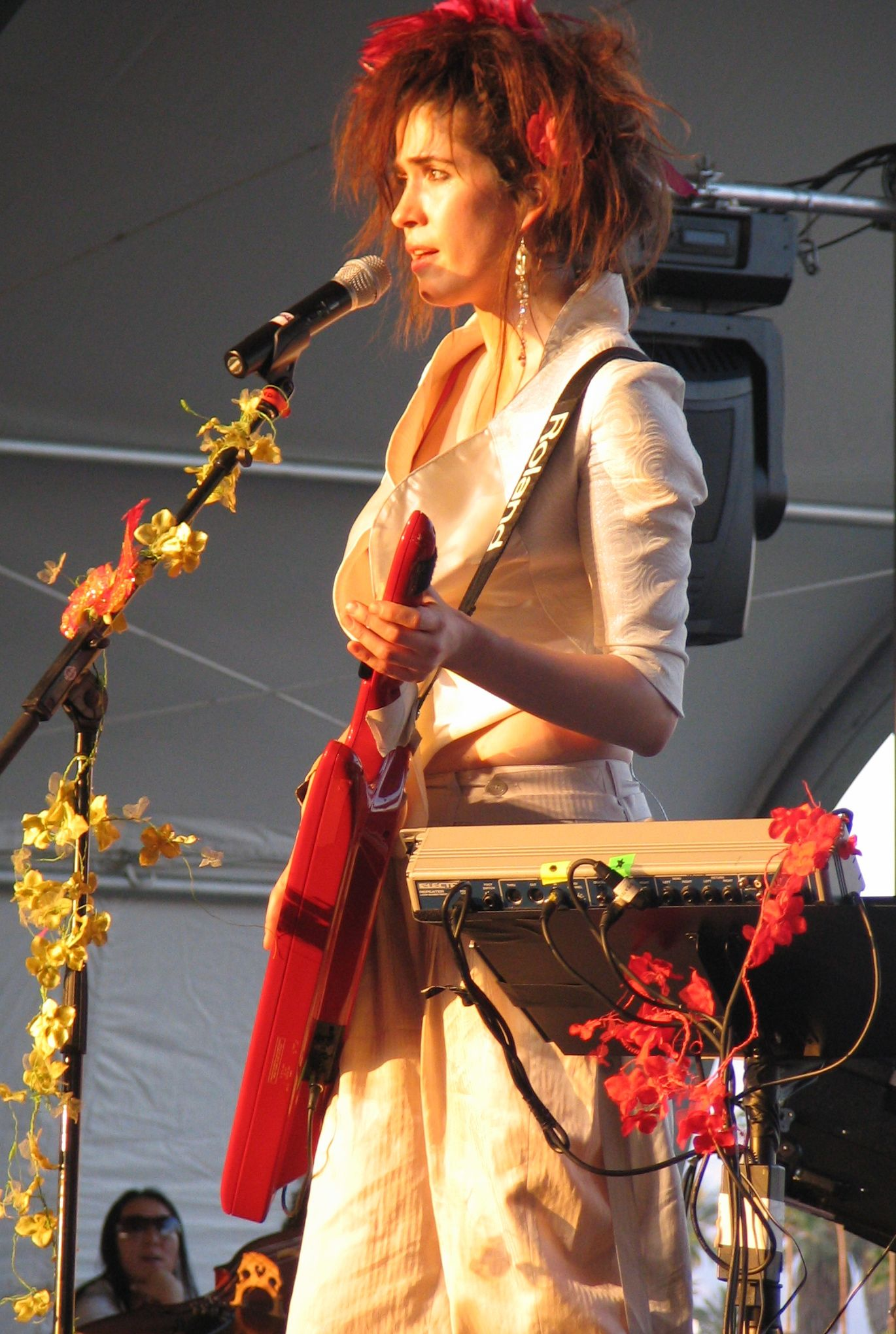
Cântăreața Imogen Heap a fost citată de Grande drept una dintre inspirațiile care au „binecuvântat” albumul Sweetener, piesa „Goodnight n Go” preluând un fragment dintr-o melodie lansată de aceasta.

Grande a numit Sweetener un album „cu siguranță mult mai personal” decât materialele sale discografice precedente, și l-a considerat o versiunea mai matură a discului Dangerous Woman. Explicând titlul în timpul unui interviu acordat ediției britanice a revistei Vogue, artista a declarat că Sweetener (ro.: Îndulcitor) „sună tineresc și fără pretenții la început, însă atunci când asculți muzica înțelegi despre ce este vorba cu adevărat.” Albumul conține cincisprezece cântece, iar artista a contribuit în calitate de co-textier la zece dintre ele. În ceea ce privește producția, șapte piese au fost realizate de Williams, cinci de Ilya – două dintre ele fiind dezvoltate împreună cu Martin – și trei de către Brown, alături de Hit-Boy, Brian Malik Baptiste, Charles Anderson și Michael Foster. Instrumentația melodiilor include chitare, coarde, bas, tobe, claviatură, și percuție.
Din punct de vedere muzical, Sweetener conține în mod proeminent cântece încadrate în genurile muzicale pop, R&B și trap. În mod concomitent, au fost identificate influențe și elemente din genurile house, funk, soul și hip hop atât în instrumentație, cât și în producție. Albumul explorează o varietate de stiluri precum tropical house, EDM și synthpop, în plus față de influențele minimaliste din muzica urbană. Elias Leight de la revista Rolling Stone a observat elemente din genul trap în cinci piese de album și a considerat că Grande a fost una dintre cele mai recente cântărețe pop care au inclus sunete trap în producție, pe lângă Selena Gomez, Taylor Swift, Kelly Clarkson și Demi Lovato. Pe de altă parte, Stephen Thomas Erlewine de la website-ul Allmusic a opinat că albumul „extinde și adâncește înclinațiile spre R&B” ale lui Dangerous Woman. Liniile melodice și acordurile de pe album sunt diverse și variază de la cântece rapide și ritmate la balade lente și sentimentale. Reflectând asupra evoluției muzicale și profesionale, Grande a dezvăluit pentru revista The Fader:
„Întotdeauna am fost această...chestie sexy și strălucitoare, cântând, 5-6-7-8, dansând sexy. Însă acum este mai mult, «Ok, este un cântec foarte atrăgător – dar are și un mesaj. Este minunat, dar are și bucăți din sufletul meu. Oh, am și plâns de zece mii de ori în timpul sesiunilor, încercând să îl compun pentru voi. Aici este inima mea sângerândă, și aici este un instrumental trap în spatele ei.» Fără îndoială sunt câteva melodii de genul «plângând-pe-ringul-de-dans» pe acest album.”
Sweetener marchează, de asemenea, o schimbare în stilul vocal utilizat de Grande; artista a comentat în timpul interviului pentru The Zach Sang Show: „ceea ce iubesc cel mai mult legat de acest proiect este că n-am făcut altceva decât să cânt în registrul meu grav și dulce”. Stilurile vocale adaptate pentru interpretări includ rap, armonizări, și cuvinte rostite, precum și diverse tonalități sau game. Două piese, „God is a Woman” și „Get Well Soon”, conțin fragmente de voce extrase și amplasate pe straturi, dând impresia unui cor evanghelic. În realitate, vocea artistei este unită și multiplicată, „ca și când aș vorbi cu gândurile din capul meu, iar ele îmi cântă înapoi”, a descris Grande. Acompaniamentul vocal a fost asigurat de „Ilya” în melodiile „God Is a Woman” și „Breathin”, și de Williams în piesele „R.E.M” și „Sweetener”.
Din punct de vedere al versurilor, cântecele de pe album abordează teme precum dragostea neîmpărtășită, relațiile toxice, iubirea de sine, sexualitatea și libertatea sexuală feminină, mass-media și comentariile societății asupra vieților celorlalți, precum și grija de sine și vindecarea după momente dificile din viață. Cele două subiecte menționate anterior au fost inspirate în mod special de atentatul de la Manchester, în ciuda faptului că Grande și Williams au dezvoltate melodii cu teme similare și înainte de incident. Anne T. Donahue de la revista Cosmopolitan a sumarizat că solista „a combinat natura multidimensională a ceea ce înseamnă să fii un om într-un album care exprimă clar suferința, complicațiile, bucuriile, libertatea și tăria necesară pentru a fi în viață.” Grande a dezvăluit că principalele surse de inspirație pentru album au fost provenit din muzica artiștilor care l-au „binecuvântat”: Madonna, care a recitat un monolog în videoclipul single-ului „God Is a Woman”, și Imogen Heap, piesa „Goodnight n Go” preluând un fragment dintr-o melodie lansată de aceasta. Compozitorul Savan Kotecha a dezvăluit în timpul unui interviu pentru revista Vulture că alte influențe au fost albumul The Miseducation of Lauryn Hill (1998) și cântecele lui Brandy Norwood.

### Structura muzicală și versurile
Sweetener debutează cu interludiul „Raindrops (An Angel Cried)”, o reînregistrare a cappella a melodiei „An Angel Cired” lansată de formația The Four Seasons în anul 1964. Următoarea piesă, „Blazed”, combină elemente din funk și R&B cu aranjamente muzicale precum tonalități ascendente și o percuție accelerată; Grande cântă într-un registru grav cu o voce subtilă și într-o manieră asemănătoare șoptitului, în timp ce Williams cântă în versul intermediar. Versurile conțin un mesaj despre o conexiune spirituală și iubire. „The Light Is Coming” îmbină elemente hip hop și dancehall într-o producție alcătuită din beat-uri agitate, tobe rapide și sintetizatoare. De asemenea, este inclus un fragment vocal extras din arhiva CNN cu un bărbat care strigă la fostul senator Arlen Specter, în timpul unei întâlniri în Pennsylvania: „You wouldn't let anybody speak for this and instead!” (ro.: „Nu ai lăsa pe nimeni să vorbească pentru asta și dimpotrivă!”). Cântecul vorbește despre judecățile constante și criticile pe care oamenii le fac „prin opiniile lor atât zgomotoase încât devin surzi pentru ceilalți și se izolează de lumină.” Considerat de Grande cântecul ei preferat de pe Sweetener, următoarea piesă, „R.E.M”, este o melodie R&B cu un tempo moderat, beat-uri doo-wop electronice și un instrumental simplu. Interpretarea vocală a solistei este diversificată, fiind incluse atât o cântare lentă și liniștită, cât și o secvență de rap, armonizări, sau cuvinte rostite. Titlul reprezintă o abreviere pentru mișcarea rapidă a ochilor (rapid eye movement în limba engleză), iar versurile vorbesc despre o relație aflată între lumea viselor și realitate: „Last night, boy, I met you / When I was asleep / You're such a dream to me” (ro.: „Aseară, băiete, te-am întâlnit / În timp ce dormeam / Ești asemenea unui vis pentru mine”).
Cea de-a cincea piesă, „God Is a Woman”, este un cântec pop compus în tonalitatea Mi♭ minor și cu un tempo rapid de 72–76 bătăi pe minut. Criticii au observat elemente trap și raggae în producție, revista Time numindu-l „un șlagăr antemic și senzual”. Aranjamentul este construit din claviatură, bas, chitare, și tobe, iar Grande cântă într-o voce puternică, dar și secvențe rap. Spre final, vocea artistei este unită și amplasată pe straturi, dând impresia unui cor evanghelic. Melodia conține un mesaj despre feminitate, sexualitate, libertate feminină și spiritualitate, solista afirmând că partenerul ei va spune că „Dumnezeu este o femeie” după ce va petrece o noapte alături de ea. Următorul cântec, „Sweetener”, derivă din genurile hip hop și soul și are o structură alcătuită din armonizări vocale, acorduri de pian și beat-uri trap în refren, Williams asigurând acompaniamentul vocal. Versurile au dublu înțeles și vorbesc atât despre grijă de sine și împuternicire, cât și despre sex. Cea de-a șaptea melodie, „Successful”, este inspirată de muzica neo soul a anilor '90, incluzând un sintetizator de ritm și elemente din genurile gospel și trap. Mesajul cântecului este despre „fete care au o părere bună despre succesul lor propriu și individual și se încurajează între ele” în versuri precum „It feels so good to be so young and have this fun and be successful / I'm so successful” (ro.: „E așa bine să fii atât de tânăr, să te distrezi și să ai succes / Sunt plină de succes”). „Everytime” este o piesă trap-pop cu un refren pop-rap despre o relație în care atracția se transformă în obsesie, iar artista se întoarce la partenerul ei de fiecare dată, în ciuda faptului că acesta o rănește. Următorul cântec, precum și cel de-al treilea single, este „Breathin”. Încadrată în genul dance-pop, linia melodică a piesei prezintă influențe synthpop, EDM, și tobe electronice asemănătoare cu producțiile anilor '80. Ziarul The Independent a descris cântecul drept „un punct culminant și emoționant” al albumului și l-a numit „o melodie despre sănătate mintală cu un beat pop solid și foarte bun”. Versurile descriu sentimentele lui Grande în timpul atacurilor de anxietate și modul în care aceasta a reușit să le depășească.
„No Tears Left to Cry” este o piesă dance-pop și disco cu un beat UK garage, versurile acesteia discutând despre depășirea unui eveniment tragic și încercarea de a-l transforma într-o experiență pozitivă și optimistă. Numeroși ascultători au interpretat acest subiect drept un mod prin care artista a adresat atentatul de la Manchester. Al unsprezecelea cântec, „Borderline”, este o melodie R&B în care predomină sintetizatoarele și percuția, și care vorbește despre jurămintele artistei de a rămâne fidelă unui singur bărbat. „Better Off” este baladă „retro” pop-R&B despre a încheia o relație toxică, în timp ce „Goodnight n Go” este o melodie EDM și future bass cu influențe deep house și tropical, versurile acesteia portretizând o poveste de dragoste fericită. Cântecul include o secvență din single-ul „Goodnight and Go” lansat de Imogen Heap. În timpul unui interviu pentru Billboard, Heap și-a declarat aprecierea față de piesă, relatând: „Atunci când cineva atât de faimos alege o melodie căreia i-au trecut zilele și îi oferă o a doua viață, e asemenea unui cadou. Cred că a făcut o versiune foarte minunată.” Al treisprezecelea cântec este interludiul „Pete Davidson”, intitulat după logodnicului lui Grande de la vremea respectivă și dedicat acestuia. Albumul Sweetener se încheie cu melodia „Get Well Soon”, o baladă soul cu elemente R&B și inspirată de atentatul de la Manchester. Artista a explicat că piesa discută despre „a fi unul pentru celălalt, și a ne ajuta să trecem peste perioade întunecate și neliniște”, dar și despre „demoni personali, teamă, și alte tragedii intime”. La finalul cântecului există patruzeci de secunde de liniște în semn de omagiu pentru victimele atacului. Totodată, durata cântecului este de cinci minute și douăzeci și două de secunde, asemenea datei în care a avut loc incidentul (22 mai 2017).

## Acreditări și personal
Acreditările pentru Sweetener sunt adaptate de pe broșura albumului.
Interpreți și muzicanți
- Ariana Grande – voce principală
- Pharrell Williams – voce secundară (2), acompaniament vocal (4, 6)
- Nicki Minaj – voce secundară (3)
- Missy Elliott – voce secundară (11)
- Rickard Göransson – chitară (5)
- Peter Lee Johnson – coarde (12, 14)
- Max Martin – bas (8, 10), tobe (8, 10), claviatură (8–10), percuție (10)
- Ilya Salmanzadeh – acompaniament vocal (5, 9), tobe (5, 8–10), chitară (5, 9), claviatură (5, 8–10), bas (8–9), percuție (10)

Tehnici
- Charles Anderson – producție (13–14)
- Brian Malik Baptiste – producție (12)
- Cory Bice – asistent inginer de sunet (1, 8–10)
- Scooter Braun – producător executiv
- Tommy Brown – producție (12–14)
- Andrew Coleman – înregistrare (2, 4, 6–7, 11), editare digitală (2, 4, 6–7, 11), aranjament (2, 4, 6–7, 11)
- Kris Crawford – asistent înregistrare (3)
- Thomas Cullison – asistent înregistrare (2, 6–7, 11, 15)
- Aubrey „Big Juice” Delaine – înregistrare voce (3)
- Jacob Dennis – asistent inginer de sunet (3, 6)
- Scott Desmarais – asistent mixaj (3)
- Corte Ellis – înregistrare (11)
- Missy Elliott – înregistrare (11)
- Iain Findlay – asistent înregistrare (6)
- Robin Florent – asistent mixaj (3)
- Michael Foster – producție (13)
- Chris Galland – asistent mixaj (3)
- Serban Ghenea – mixaj (5, 8–14)
- Ariana Grande – producător executiv
- Hart Gunther – asistent înregistrare (7)
- John Hanes – asistent mixaj (5, 8–14)
- Hit-Boy – producție (12)
- Sam Holland – înregistrare (1, 8–10)
- Chris Khan – asistent înregistrare (6)
- David Kim – asistent înregistrare (6)
- Mike Larson – înregistrare (2–4, 6–7, 11, 15), editare digitală (2–4, 6–7, 11, 15), aranjament (2–4, 6–7, 11, 15), programare suplimentară (3–4)
- Guillermo Lefeld – asistent înregistrare (4)
- Jeremy Lertola – asistent înregistrare (1, 8–10)
- Manny Marroquin – mixaj (3)
- Max Martin – producție (1, 8, 10), programare (8, 10)
- Randy Merrill – masterizare
- Brendan Morawski – asistent inginer de sunet (3)
- Manny Park – asistent înregistrare (3)
- Noah Passovoy – înregistrare (9)
- Ramon Rivas – asistent înregistrare (3)
- Ilya Salmanzadeh – producție (1, 5, 8–10), mixaj (1), programare (5, 8–10)
- Ben „Bengineer” Sedano – asistent înregistrare (2–3, 6, 11)
- Jon Sher – asistent înregistrare (4)
- Phil Tan – mixaj (2, 4, 6–7, 11, 15)
- Pharrell Williams – producție (2–4, 6–7, 11, 15)
- Bill Zimmerman – inginer de sunet suplimentar (2, 4, 6–7, 11, 15)

Copertă
- Dave Meyers – fotografie
- Jessica Severn – direcție artistică, design

## Vânzări și certificări
| \| Țara \| Vânzări/ puncte \| Certificare \| Referințe \| \| --------------------------------- \| --------------- \| ----------- \| --------- \| \| Australia (ARIA) \| +70.000 \| \| [75] \| \| Brazilia (Pro-Música Brasil) \| +20.000 \| \| [76] \| \| Canada (Music Canada) \| +80.000 \| \| [77] \| \| Danemarca (IFPI Danemarca) \| +10.000 \| \| [78] \| \| Franța (SNEP) \| +50.000 \| \| [79] \| \| Italia (FIMI) \| +25.000 \| \| [80] \| \| Mexic (AMPROFON) \| +30.000 \| \| [81] \| \| Noua Zeelandă (RMNZ) \| +15.000 \| \| [82] \| \| Polonia (ZPAV) \| +10.000 \| \| [83] \| \| Regatul Unit (BPI) \| +100.000 \| \| [84] \| \| Suedia (GLF) \| +15.000 \| \| [85] \| \| Statele Unite ale Americii (RIAA) \| +1.000.000 \| \| [86] \| | Note - reprezintă „disc de aur”; - reprezintă „disc de platină”. |             |           |
| Țara | Vânzări/ puncte                                                  | Certificare | Referințe |
| Australia (ARIA) | +70.000                                                          |             | [ 75 ]    |
| Brazilia (Pro-Música Brasil) | +20.000                                                          |             | [ 76 ]    |
| Canada (Music Canada) | +80.000                                                          |             | [ 77 ]    |
| Danemarca (IFPI Danemarca) | +10.000                                                          |             | [ 78 ]    |
| Franța (SNEP) | +50.000                                                          |             | [ 79 ]    |
| Italia (FIMI) | +25.000                                                          |             | [ 80 ]    |
| Mexic (AMPROFON) | +30.000                                                          |             | [ 81 ]    |
| Noua Zeelandă (RMNZ) | +15.000                                                          |             | [ 82 ]    |
| Polonia (ZPAV) | +10.000                                                          |             | [ 83 ]    |
| Regatul Unit (BPI) | +100.000                                                         |             | [ 84 ]    |
| Suedia (GLF) | +15.000                                                          |             | [ 85 ]    |
| Statele Unite ale Americii (RIAA) | +1.000.000                                                       |             | [ 86 ]    |

## Datele lansărilor
| Țară             | Dată              | Format(e)                        | Casă de discuri | Ref.   |
| ---------------- | ----------------- | -------------------------------- | --------------- | ------ |
| În întreaga lume | 17 august 2018    | CD descărcare digitală streaming | Republic        |        |
| Regatul Unit     | 21 august 2018    | Casetă audio                     | Island          | [ 87 ] |
| În întreaga lume | 15 octombrie 2018 | Casetă audio                     | Republic        | [ 88 ] |
| În întreaga lume | Noiembrie 2018    | Vinil                            | Republic        | [ 89 ] |